# Ервеник
Ервеник је насељено мјесто у Буковици, у сјеверној Далмацији. Сједиште је истоимене општине у Шибенско-книнској жупанији, Република Хрватска. Према прелиминарним подацима са последњег пописа 2021. године у месту је живело 237 становника.

## Географија
Налази се између Обровца и Книна. Кроз Ервеник протиче ријека Зрмања, а источним рубом општине пролази државни пут Книн — Грачац.

## Историја
Ервеник се од распада Југославије до августа 1995. године налазио у Републици Српској Крајини. До територијалне реорганизације у Хрватској насеље се налазило у саставу бивше велике општине Книн.

## Култура
У Ервенику се налази римокатоличка црква Светог Миховилa Арханђелa из 1402. године и храм Српске православне цркве Свети Никола из 1669. године.

## Становништво
Према попису становништва из 2001. године, Ервеник је имао 227 становника. На попису становништва 2011. године, Ервеник је имао 287 становника.

### Национални састав
| Националност       | 1991. | 1981. | 1971. | 1961. |
| Срби               | 1.526 | 1.650 | 1.938 |       |
| Југословени        | 3     | 118   | 54    |       |
| Хрвати             | 32    | 45    | 56    |       |
| Црногорци          |       |       | 1     |       |
| Македонци          |       | 1     |       |       |
| Мађари             |       | 1     |       |       |
| остали и непознато | 9     | 12    | 8     |       |
| Укупно             | 1.570 | 1.827 | 2.056 | '     |

| Демографија | Демографија | Демографија |
| Година      | Становника  | Становника  |
| ----------- | ----------- | ----------- |
| 1961.       | 2.397       |             |
| 1971.       | 2.056       |             |
| 1981.       | 1.827       |             |
| 1991.       | 1.570       |             |
| 2001.       | 227         |             |
| 2011.       |             | 287         |

| Националност       | 1961. |
| Срби               | 1.307 |
| Хрвати             | 4     |
| остали и непознато | 2     |
| Укупно             | 1.313 |

| Националност       | 1961. |
| Срби               | 1.007 |
| Хрвати             | 76    |
| остали и непознато | 1     |
| Укупно             | 1.084 |

### Попис 1991.
На попису становништва 1991. године, насељено место Ервеник је имало 1.570 становника, следећег националног састава:
| Попис 1991.‍   | Попис 1991.‍  | Попис 1991.‍ | Попис 1991.‍ | Попис 1991.‍ |
| ------------- | ------------ | ----------- | ----------- | ----------- |
|               |              |             |             |             |
| Срби          | Срби         |             | 1.526       | 97,19%      |
| Хрвати        | Хрвати       |             | 32          | 2,03%       |
| Југословени   | Југословени  |             | 3           | 0,19%       |
| неопредељени  | неопредељени |             | 4           | 0,25%       |
| непознато     | непознато    |             | 5           | 0,31%       |
| укупно: 1.570 |              |             |             |             |

### Презимена
| - Арамбашић — Православци - Балаћ — Православци - Бјелан — Православци - Брекић — Православци - Букарица — Православци - Векић — Православци - Врцалин — Православци - Вујанић — Православци - Вучковић — Православци - Дрндак — Православци - Ђакуловић — Римокатолици - Граоња — Православци - Грубић — Православци | - Жежељ — Православци - Иванковић — Римокатолици - Јокић — Православци - Јуришић — Римокатолици - Кабић — Православци - Ковачевић — Православци - Кончаревић — Православци - Марукић — Римокатолици - Матијевић — Православци - Мацура — Православци - Миличић — Православци - Млађен — Римокатолици - Мрдаљ — Православци | - Пајић — Римокатолици - Перић - Православци - Песлаћ — Православци - Попић — Православци - Романић — Православци - Ромић — Православци - Суботић — Православци - Травица — Православци - Тривић — Православци - Ћујо — Православци - Урукаловић — Римокатолици - Ченгић — Римокатолици - Шашић — Православци - Шекуљица — Православци |

## Знамените личности
- Љубомир Травица, српски одбојкаш и тренер